# Gregorij Rožman
Gregorij Rožman, né le 9 mars 1883 et mort le 16 novembre 1959, est un prélat de l'Église catholique romaine, évêque du diocèse de Ljubljana de 1930 à 1959. Il est notamment connu pour son rôle controversé pendant la Seconde Guerre mondiale et l'occupation de la Yougoslavie : fermement anticommuniste, il s'oppose aux Partisans slovènes et noue des relations avec les occupants italiens, puis allemands, apportant son soutien aux forces armées collaboratrices. S'étant réfugié à l'étranger à la fin de la guerre, il est condamné par contumace pour collaboration avec l'ennemi par le régime communiste yougoslave et meurt en exil. Après la chute du communisme, l'église catholique slovène fait campagne pour obtenir sa réhabilitation, affirmant que ses relations avec les occupants étaient principalement motivées par son souci d'améliorer le sort de la population.

## Biographie

### Jeunesse et carrière ecclésiastique
Gregorij Rožman naît en Autriche-Hongrie dans une famille de fermiers slovènes de Carinthie, dans le village de Dolintschitschach près de Feistritz ob Bleiburg. Il entame en 1904 des études de théologie. Ordonné prêtre en 1907, il poursuit ses études à Vienne et obtient en 1912 un doctorat en théologie à l'université de Vienne. Il est ensuite responsable d'un séminaire, puis enseignant en droit canonique. Il est plus tard nommé au diocèse de Gurk à Klagenfurt. Après la Première Guerre mondiale, son soutien au rattachement à la Yougoslavie lors du référendum de Carinthie l'empêche de rester à Klagenfurt, qui revient à l'Autriche après le scrutin. Il s'installe dans le royaume des Serbes, Croates et Slovènes (future Yougoslavie) où il devient professeur de droit canonique à l'université de Ljubljana. Il est nommé doyen au bout de quelques mois d'enseignement. Essayiste prolifique, il publie plusieurs ouvrages sur les relations entre l'église et l'État. Il devient en 1929 évêque coadjuteur de Ljubljana, puis évêque titulaire l'année suivante.

### Seconde Guerre mondiale
Après l'invasion et le démembrement du royaume de Yougoslavie en avril 1941, la région de Ljubljana est annexée par l'Italie mussolinienne, qui en fait la province de Ljubljana. Les occupants italiens s'emploient à entretenir de bonnes relations avec les milieux catholiques, et font de Gregorij Rožman l'un de leurs principaux interlocuteurs. Le Front de libération slovène, branche locale des Partisans communistes de Tito, multiplie bientôt les attaques contre les occupants. L'évêque de Ljubljana, à la demande de l'ancien gouverneur Marko Natlačen, dénonce publiquement les actions des communistes : ces derniers tendent de plus en plus à s'en prendre à tous les non-communistes, qu'ils poussent ainsi à la collaboration avec les occupants.
En avril 1942, Rožman participe, avec Marko Natlačen et le général Leon Rupnik, à la création d'une organisation clandestine, l'Alliance slovène (Slovenska zaveza, ou SZ), qui réunit catholiques, libéraux et socialistes. L'Alliance slovène ambitionne de créer une « armée de libération » et d'entrer en contact avec le gouvernement royal en exil. Les Italiens sont informés de son existence mais la tolèrent, espérant que Rožman l'orientera vers une politique italophile. Tout en étant reconnue par le gouvernement en exil qui lui envoie des subsides mensuels, l'Alliance slovène fait rapidement le choix de la collaboration avec les occupants : elle crée une force armée, la Légion de la mort, qui affronte bientôt les communistes, obtenant une reconnaissance officielle de la part des Italiens. En août, le général Roatta, chef des forces italiennes en Yougoslavie, rend visite à Rožman pour le convaincre de faire sortir les milieux catholiques de leur neutralité et de se joindre au combat des forces de la « civilisation et de la religion » contre les « bolcheviks ». Rožman accepte et écrit peu après au général Robotti, commandant des troupes italiennes en Slovénie, pour lui annoncer son souhait d'aider les forces d'occupation à rétablir l'ordre,. 

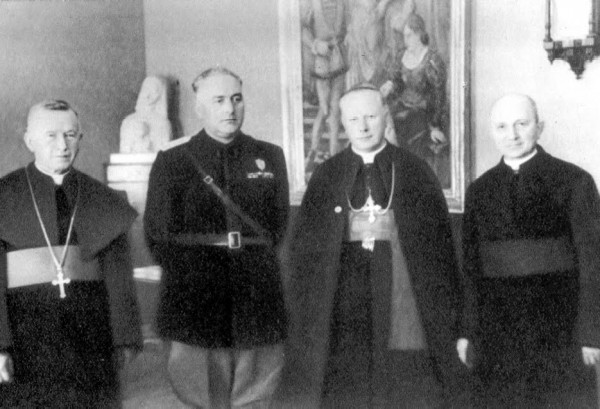
Gregorij Rožman (deuxième à partir de la droite) en compagnie du gouverneur italien Emilio Grazioli.

Gregorij Rožman profite de ses relations avec les occupants pour intervenir en faveur de divers prisonniers, otages de guerre, déportés ou Juifs. Ses interventions concernent plus d'un millier de personnes mais prennent également un aspect stratégique quand il recommande aux Italiens de ne libérer que les officiers prisonniers pouvant être employés dans la lutte contre les communistes.
Après la capitulation de l'Italie en septembre 1943, la province de Ljubljana est occupée par l'Allemagne nazie. Rožman fait partie des personnes consultées par le gauleiter Friedrich Rainer lors de sa prise de fonctions. C'est après avoir recueilli son avis que les Allemands nomment Leon Rupnik préfet de la province. Rožman continue ensuite d'entretenir des relations publiques avec Rupnik, qui commande également la Garde nationale slovène sous la supervision de la SS, ainsi qu'avec le commandant des forces allemandes en Slovénie, Erwin Rösener.
À la fin du conflit mondial, alors que les forces communistes avancent en direction de Ljubljana, Gregorij Rožman tente en vain de s'accorder avec les Alliés anglo-américains pour que ces derniers arrivent les premiers en Slovénie. Il parvient ensuite à passer en Autriche, au contraire de beaucoup de fugitifs slovènes ou croates qui sont refoulés en Yougoslavie et livrés aux communistes.

### Après-guerre
Jugé par contumace par une cour militaire des nouvelles autorités communistes, Gregorij Rožman est condamné le 30 août 1946 à 18 ans d'emprisonnement et de travaux forcés, ainsi qu'à la déchéance de ses droits civiques. Ayant quitté la Slovénie sans l'accord du pape, il ne se voit plus confier aucune responsabilité au sein de la hiérarchie ecclésiastique. Il obtient ensuite un permis d'entrée aux États-Unis, où il s'installe et meurt en 1959. Il est enterré au cimetière franciscain de Lemont (Illinois).
Dans les années 2000, l'église catholique slovène mène campagne pour la réhabilitation de Gregorij Rožman, arguant que ses relations avec les occupants avaient pour but d'éviter d'épargner des souffrances à la population. En 2007, la cour suprême slovène annule la sentence de 1946. Son corps est ramené en 2013 en Slovénie pour y être à nouveau inhumé.